# استتار نظامی

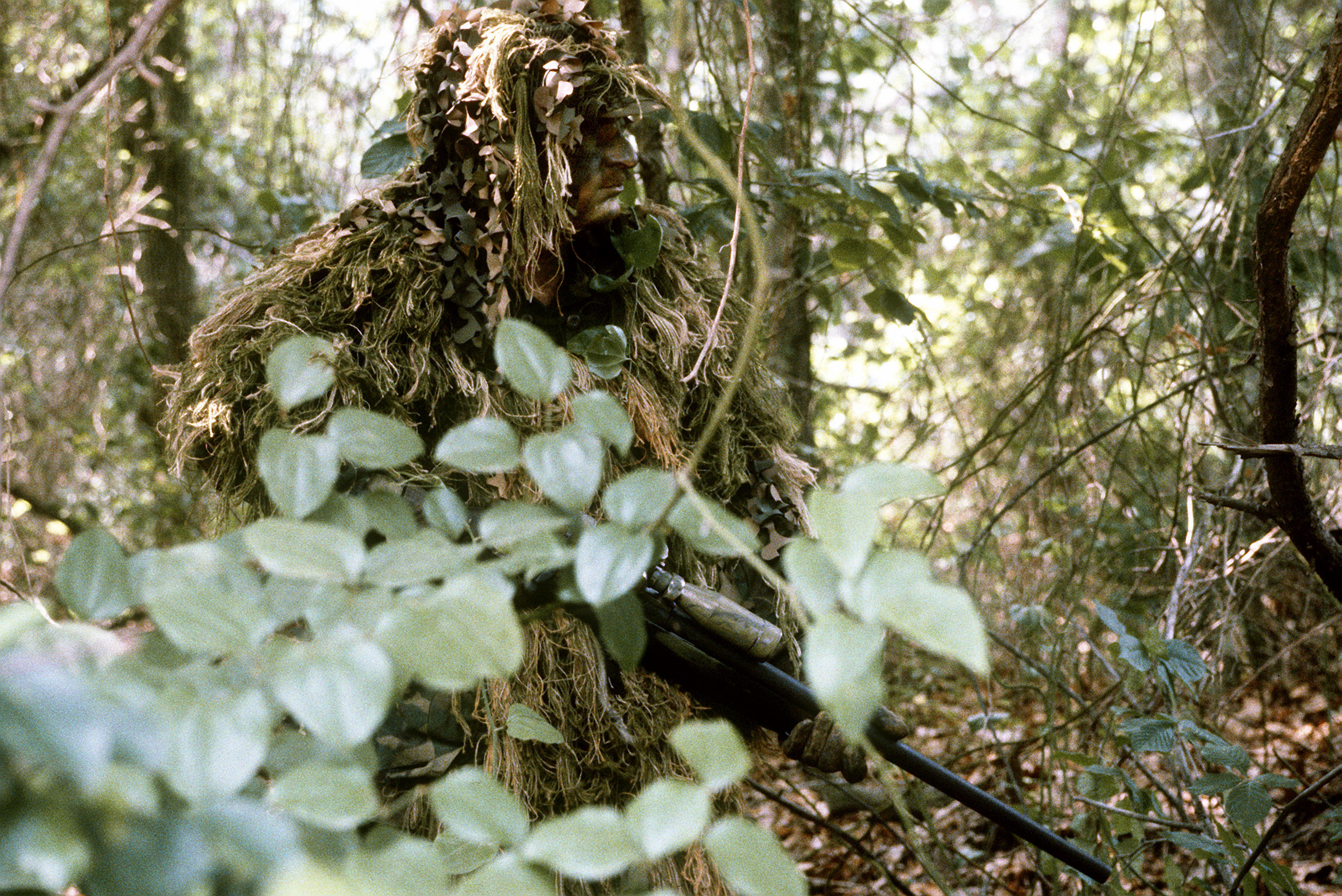
تک تیرانداز با پوشاک استتار

استتار نظامی (انگلیسی: Military camouflage) استفاده از استتار توسط یک نیروی نظامی برای محافظت از پرسنل و تجهیزات از دید نیروهای دشمن است. در عمل، این استتار به معنای اعمال رنگ و مواد به تجهیزات نظامی از هر نوع، از جمله وسایل نقلیه، کشتی‌ها، هواپیماها، مواضع توپ و لباس جنگی است، یا برای پنهان کردن آن از دید یا برای اینکه آن را به شکل چیز دیگری نشان دهند. کلمه عامیانه فرانسوی استتار در طول جنگ جهانی اول وارد زبان انگلیسی شد، زمانی که مفهوم فریب بصری به بخش اساسی تاکتیک‌های نظامی مدرن تبدیل شد. در آن جنگ، توپخانه دوربرد و مشاهده از هوا برای گسترش میدان آتش با هم ترکیب شدند و استتار به‌طور گسترده برای کاهش خطر هدف قرار گرفتن یا امکان غافلگیری استفاده می‌شد. به این ترتیب، استتار نظامی علاوه بر کارکردهای فرهنگی، نوعی فریب نظامی است.
استتار برای اولین بار در اواسط قرن هجدهم به شکل ساده توسط واحدهای تفنگدار انجام شد. وظایف آنها ایجاب می‌کرد که نامحسوس باشند و به آنها لباس‌های سبز و بعداً لباس‌های با رنگ‌های تیره دیگر داده شد. با ظهور سلاح‌های دوربردتر و دقیق‌تر، استتار برای لباس‌های تمام ارتش‌ها به کار گرفته شد و به اکثر اشکال تجهیزات نظامی از جمله کشتی‌ها و هواپیماها گسترش یافت.
استتار تجهیزات و مواضع به‌طور گسترده توسط فرانسوی‌ها در سال ۱۹۱۵ برای استفاده نظامی توسعه یافت و به زودی توسط سایر ارتش‌های جنگ جهانی اول نیز دنبال شد. در هر دو جنگ جهانی، هنرمندان به عنوان افسران استتار استخدام شدند. استتار کشتی از طریق طرح‌های استتار خیره‌کننده آشکار در طول جنگ جهانی اول توسعه یافت، اما از زمان توسعه رادار، استتار کشتی کمتر مورد توجه قرار گرفته است. هواپیماها، به ویژه در جنگ جهانی دوم، اغلب با سایه‌های متضاد رنگ‌آمیزی می‌شدند: با طرح‌های مختلف در بالا و پایین رنگ‌آمیزی می‌شدند تا به ترتیب در برابر زمین و آسمان استتار شوند. برخی از اشکال استتار دارای عناصری از تغییرناپذیری مقیاس هستند که برای برهم زدن خطوط کلی در فواصل مختلف طراحی شده‌اند، که معمولاً الگوهای استتار دیجیتال ساخته شده از پیکسل هستند.
گسترش حسگرهای پیشرفته‌تر که از قرن بیست و یکم آغاز شد، منجر به توسعه استتار چند طیفی مدرن شد که نه تنها قابلیت دید در نور مرئی، بلکه قابلیت دید در مادون قرمز نزدیک، مادون قرمز موج کوتاه، رادار، ماوراء بنفش و تصویربرداری حرارتی را نیز پوشش می‌دهد. گروه ساب از اوایل سال ۲۰۰۵ شروع به ارائه یک سیستم استتار شخصی چند طیفی معروف به لباس تاکتیکی عملیات ویژه کرد.
الگوهای استتار نظامی از اوایل سال ۱۹۱۵ در مد و هنر محبوب بوده‌اند. الگوهای استتار در آثار هنرمندانی مانند اندی وارهول و ایان همیلتون فینلی، گاهی با پیامی ضد جنگ، ظاهر شده‌اند. در مد، بسیاری از طراحان بزرگ از سبک و نمادگرایی استتار بهره برده‌اند و لباس‌های نظامی یا تقلید از آن هم به عنوان لباس خیابانی و هم به عنوان نمادی از اعتراض سیاسی استفاده شده‌اند.